# Rick Ketting
Rick Ketting (Nieuwerkerk aan den IJssel, 15 gennaio 1996) è un calciatore olandese, difensore del Phnom Penh Crown.

## Carriera

### Club
Cresciuto nel settore giovanile dello Sparta Rotterdam, ha esordito in prima squadra il 19 ottobre 2014, in occasione dell'incontro di Eerste Divisie vinto 1-0 contro il VVV-Venlo. Al termine della stagione 2015-2016, conclusa con la promozione del club in Eredivisie, ha collezionato 27 presenze e una rete tra campionato e coppa. Il 7 aprile 2017 ha esordito in Eredivisie, nella sconfitta per 2-3 contro l'Excelsior.
Il 13 agosto 2017 è sceso di categoria, quando è stato acquistato dal Go Ahead Eagles. Nella sua prima stagione con la società di Deventer, ha totalizzato 32 presenze e 2 reti tra campionato e coppa. Rimasto fuori dai piani della squadra nella stagione successiva, il 1º febbraio 2019 si è trasferito in Finlandia all'IFK Mariehamn. L'anno seguente ha firmato con l'Inter Turku, altro club finlandese, con cui ha debuttato nelle competizioni europee.

### Nazionale
Tra il 2015 e il 2016 ha giocato 2 partite con la nazionale olandese Under-20, realizzandovi anche 2 reti.

## Statistiche

### Presenze e reti nei club
Statistiche aggiornate al 17 luglio 2022.
| Stagione                | Squadra                 | Campionato              | Campionato | Campionato | Coppe nazionali | Coppe nazionali | Coppe nazionali | Coppe continentali | Coppe continentali | Coppe continentali | Altre coppe | Altre coppe | Altre coppe | Totale | Totale |
| Stagione                | Squadra                 | Comp                    | Pres       | Reti       | Comp            | Pres            | Reti            | Comp               | Pres               | Reti               | Comp        | Pres        | Reti        | Pres   | Reti   |
| ----------------------- | ----------------------- | ----------------------- | ---------- | ---------- | --------------- | --------------- | --------------- | ------------------ | ------------------ | ------------------ | ----------- | ----------- | ----------- | ------ | ------ |
| 2014-2015               | Sparta Rotterdam        | EED                     | 18         | 0          | CO              | 0               | 0               |                    | -                  | -                  |             | -           | -           | 18     | 0      |
| 2015-2016               | Sparta Rotterdam        | EED                     | 25         | 1          | CO              | 2               | 0               |                    | -                  | -                  |             | -           | -           | 27     | 1      |
| 2016-2017               | Sparta Rotterdam        | ERE                     | 1          | 0          | CO              | 1               | 0               |                    | -                  | -                  |             | -           | -           | 2      | 0      |
| Totale Sparta Rotterdam | Totale Sparta Rotterdam | Totale Sparta Rotterdam | 44         | 1          |                 | 3               | 0               |                    | -                  | -                  |             | -           | -           | 47     | 1      |
| 2017-2018               | Go Ahead Eagles         | EED                     | 31         | 2          | CO              | 1               | 0               |                    | -                  | -                  |             | -           | -           | 32     | 2      |
| 2018-feb. 2019          | Go Ahead Eagles         | EED                     | 0          | 0          | CO              | 0               | 0               |                    | -                  | -                  |             | -           | -           | 0      | 0      |
| Totale Go Ahead Eagles  | Totale Go Ahead Eagles  | Totale Go Ahead Eagles  | 31         | 2          |                 | 1               | 0               |                    | -                  | -                  |             | -           | -           | 32     | 2      |
| feb.-dic. 2019          | IFK Mariehamn           | VL                      | 21+8       | 3+1        | CF              | 7               | 0               |                    | -                  | -                  |             | -           | -           | 36     | 4      |
| 2020                    | Inter Turku             | VL                      | 21         | 2          | CF              | 7               | 1               | UEL                | 1                  | 0                  |             | -           | -           | 29     | 3      |
| 2021                    | Inter Turku             | VL                      | 18+5       | 0          | CF              | 2               | 0               | UECL               | 2                  | 0                  |             | -           | -           | 27     | 0      |
| 2022                    | Inter Turku             | VL                      | 13         | 3          | CF+CdL          | 3+5             | 0+1             | UECL               | 2                  | 0                  |             | -           | -           | 23     | 4      |
| Totale Inter Turku      | Totale Inter Turku      | Totale Inter Turku      | 52+5       | 5+0        |                 | 17              | 2               |                    | 5                  | 0                  |             | -           | -           | 79     | 7      |
| Totale carriera         | Totale carriera         | Totale carriera         | 161        | 12         |                 | 28              | 2               |                    | 5                  | 0                  |             | -           | -           | 194    | 14     |

## Palmarès

### Club

#### Competizioni nazionali
- Eerste Divisie: 1

Sparta Rotterdam: 2015-2016